# Liar/Dead Is the New Alive
Liar/Dead Is the New Alive är en EP av den amerikanska artisten Emilie Autumn från 2007. Skivan bygger kring låtarna "Liar" och "Dead Is the New Alive" från albumet Opheliac men innehåller även två tidigare outgivna låtar, "Mad Girl" och "Best Safety Lies in Fear", samt den instrumentella "Unlaced" i nedkortad version som ett förhandsprov av albumet Laced/Unlaced. Skivan begränsades till 3000 exemplar.

## Låtlista
Låtarna skrivna av Emilie Autumn, om inget annat anges.
1. "Liar" (album version) – 6:01
2. "Dead Is the New Alive" (album version) – 5:03
3. "Mad Girl" – 4:14
4. "Best Safety Lies in Fear" – 2:55
5. "In the Lake" (live) – 4:01
6. "Let It Die" (live) – 3:17
7. "Liar" (Murder Mix by Brendon Small) – 5:49
8. "Liar" (Manic Depressive Mix by ASP) – 4:57
9. "Liar" (Machine Mix by Dope Stars Inc.) – 3:57
10. "Liar" (Medical Mix by Angelspit) – 5:28
11. "Dead Is the New Alive" (Velvet Acid Christ Club Mix) – 5:08
12. "Dead Is the New Alive" (Manipulator Mix by Dope Stars Inc.) – 5:11
13. "Thank God I'm Pretty" (Spiritual Front-cover) – 3:57
14. "Unlaced" (preview track) – 3:32

## Medverkande
- Emilie Autumn – sång, fiol, piano, producent
- Inky – inspelning, mixning, mastering